# Джон Чейн
Джон Чейн (англ. John Cheyne — 1777—1836) — британський медик, нині відомий завдяки тому, що його ім'ям названо дихання Чейна-Стокса — стан, який він описав одним з перших.
Чейн народився і виріс у родині лікаря, вступив в Единбурзький університет в 15-річному віці, а в 18 років отримав диплом лікаря. Потім він вступив на армійську службу як військовий лікар і брав участь у придушенні Ірландського повстання 1798 року. З 1799 року Чейн був асистентом свого батька, а з 1809 р. самостійно практикував у Дубліні. У 1820 р. зайняв посаду головного медика Британських збройних сил в Ірландії. У 1831 р. за станом здоров'я пішов у відставку.
Серед праць Чейна — книга «Нариси про дитячі хвороби» (англ. Essays of Diseases of Children; 1801), дослідження «Патологія зв'язок і бронхів» (англ. Pathology of the Membrane of the Larynx and Bronchia; 1809) та ін.